# نهر لومامي
نهر لومامي هو رافد رئيسي لنهر الكونغو في جمهورية الكونغو الديمقراطية. يبلغ طول النهر قرابة 1،280 كم (800 ميل). يتدفق شمالًا وغربًا وموازٍ لعاليت الكونغو.
يرتفع لومامي في جنوب البلاد، بالقرب من كامينا والكونغو-زمبيزي. يتدفق شمالًا عبر لوباو وتشوفاوكومبي وبولاِتي وأوبالا وإريما قبل الانضمام إلى الكونغو في إسَنغي.
وصل هنري مورتون ستانلي إلى نقطة التقاء النهرين في 6 يناير 1877 ، " نهر لومامي الرافد، الذي يسميه ليفنغستون" نهر يونغ "، داخل التيار العظيم، بفم بعرض 600 ياردة، بين ضفاف منخفضة مغطاة بأشجار كثيفة":Vol.Two,176.
في أكتوبر 1889، استكشف م. يانسن، الحاكم العام لولاية الكونغو ، نهر لوماني في أعالي إسنغي في فيل دي بروكسيل. بعد الأبخار (محرك بخاري) لمدة 116 ساعة، أوقفته منحدرات عند خط عرض 4 ° 27'2 "جنوبًا.
سُمي عددًا من الأنواع الأحيائية على اسم النهر، بما في ذلك القرد Cercopithecus lomamiensis والنبات المزهر
شواس لومامي (Pavetta lomamiensis).

## روابط خارجية
- Lomami في GEOnet